# Chesotraxus
Chesotraxus là một chi bọ cánh cứng trong họ 
Elateridae.
Chi này được miêu tả khoa học năm 1940 bởi Fleutiaux.

## Các loài
Các loài trong chi này gồm:
- Chesotraxus celebensis Fleutiaux, 1940
- Chesotraxus philippinensis Fleutiaux, 1940